# 拉讷默藏
拉讷默藏（法語：Lannemezan，法語發音：[lanməzɑ̃]），法国西南部城市，奥克西塔尼大区上比利牛斯省的一个市镇，隶属于巴涅尔德比戈尔区，其市镇面积为19.03平方公里，2022年1月1日时人口数量为5,810人，在法国城市中排名第1,913位。
拉讷默藏位于上比利牛斯省东部，同名高原的腹地，热尔河和萨沃河发源于其境内，是一个区域性的中心城市，A64高速公路、图卢兹—巴约讷铁路和多个方向的公路在此交汇。

## 地名来源
根据当地官方网站的论述，“Lannemezan”一名可能转写自加斯科涅语“lana mesan”，意为“中部的荒地”（法語：la lande du milieu）。
拉讷默藏所处区域历史上曾加斯科涅方言，“Lannemezan”对应的奥克语拼写为“Lanamesa”。
此外，因翻译标准不同，“Lannemezan”在中文谷歌地图及部分中文资料中又被译为拉讷姆藏。

## 历史

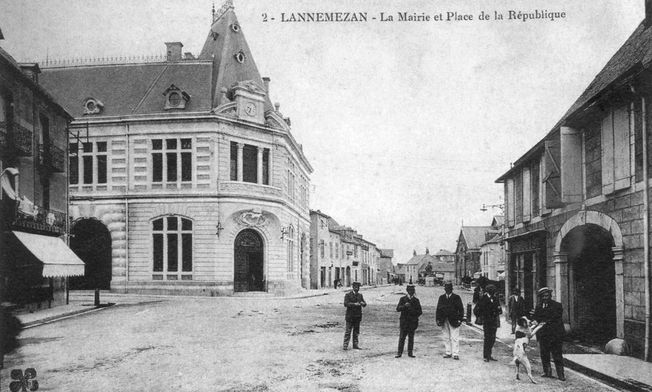
20世纪初的拉讷默藏

拉讷默藏的早期历史尚不清楚。根据当地官方网站的论述，拉讷默藏所处的高原地带曾发现多处青铜器时期的人类活动遗迹。古典时期，古罗马人修建了一条途经拉讷默藏并沿比利牛斯山北麓延伸的道路。1274年，拉讷默藏领主热罗一世（Géraud Ier d'Aure-Larboust）在拉讷默藏高原修建城池堡垒，该地于同年4月27日获得市镇自由贸易宪章，此后拉讷默藏逐渐形成聚落并发展成为一处商贸驿站。1345年，拉讷默藏被富瓦-贝阿恩的加斯东三世购买，成为内布藏子爵国的一处领地。1569年，拉讷姆藏及内布藏子爵爵位被法兰西王国继承。法国大革命后，拉讷默藏成为上比利牛斯省的一个市镇。1806年，在拿破仑一世的支持下，拉讷默藏被准许每年举办七次集市，此举使得拉讷默藏的经济社会得到快速发展，当地人口数量因此大幅增加。1862年，为拉讷默藏提供水源的内斯特运河投入使用。1867年，途径拉讷默藏的图卢兹—巴约讷铁路建成通车。1868年，拿破仑三世在拉讷默藏创建军事工厂。1906年11月6日，拉讷默藏发生特大火灾，当地市政厅及多处公共建筑被损毁。二战后，拉讷默藏境内曾建立了多个科研机构，当地的CM10军营被改建成为中心医院。1987年，拉讷默藏监狱建成。

## 地理

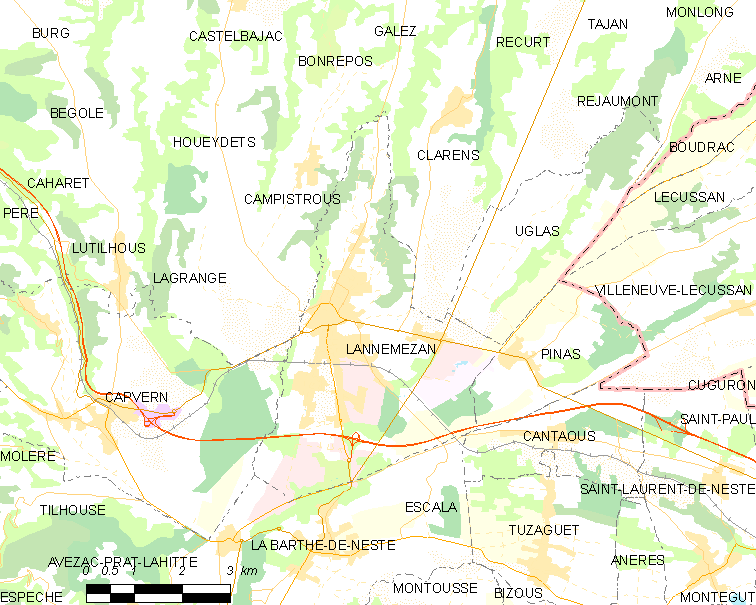
拉讷默藏市镇范围地图

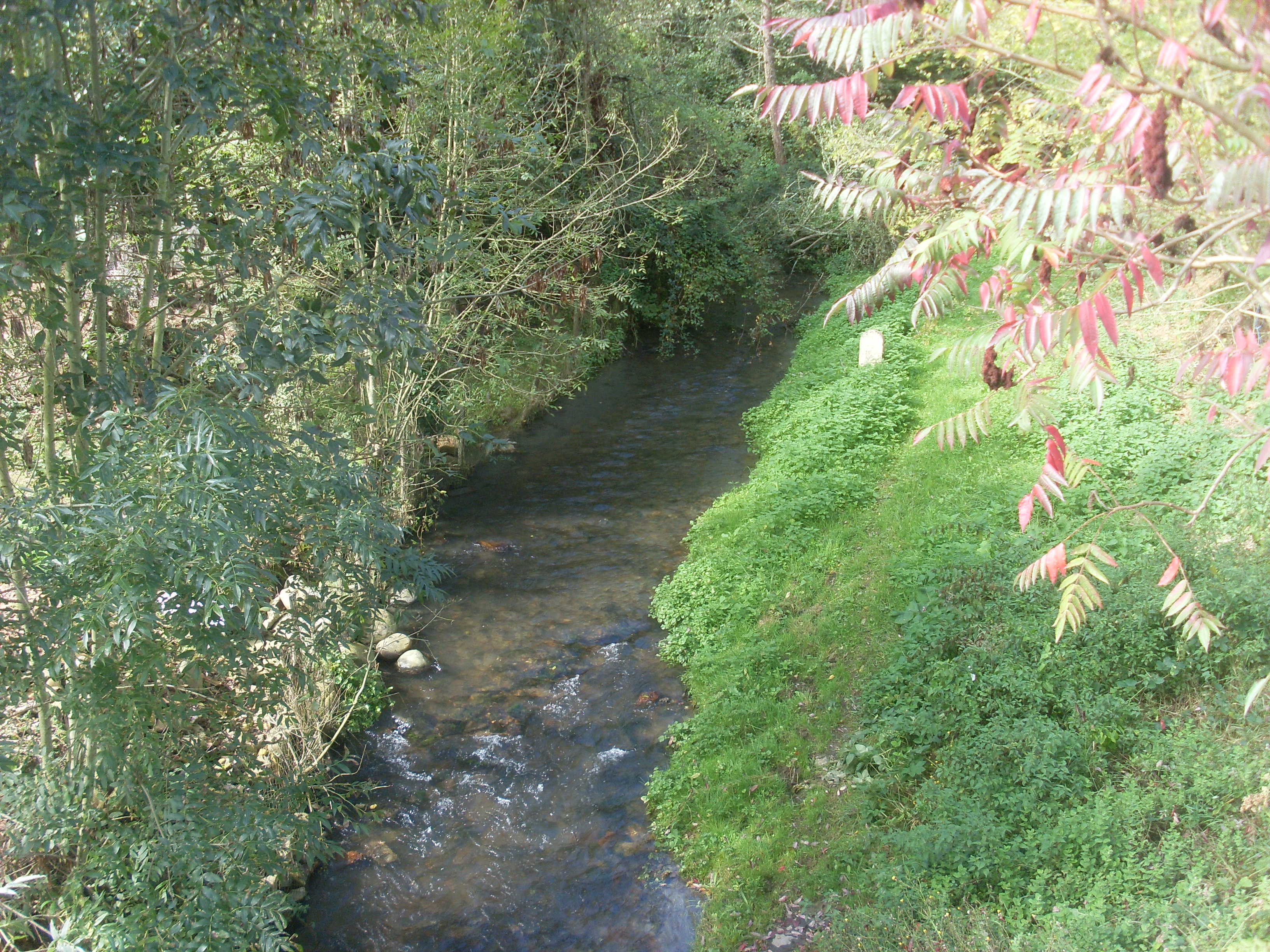
拉讷默藏境内的萨沃河

拉讷默藏位于法国西南部，奥克西塔尼大区西南部和上比利牛斯省东部，距离省会塔布大约37公里。与拉讷默藏接壤的市镇包括：阿沃扎克-普拉特-拉伊特、内斯特河畔拉巴特、卡普韦恩、康皮斯特鲁、康塔乌斯、克拉朗、皮纳、埃斯卡拉和于格拉。

### 地形
拉讷默藏位于比利牛斯山北麓的山前冲积带上，其所在区域被命名为“拉讷默藏高原”，境内以浅丘和丘陵为主，市镇中心位于一处地势较高的河谷外缘，整体地势为中部高东西两侧较低，全境海拔在442到647米之间。

### 水文
拉讷默藏位于加龙河流域范围内，热尔河和萨沃河均发源于拉讷默藏市镇范围内，此外还有人工开凿的内斯特运河流经市镇南部。

### 植被
拉讷默藏属于温带阔叶混交林区，林地广泛分布于河谷及坡地地带。
在鲜花城市的评比中，拉讷默藏被评为2星级鲜花城市。

### 气候
拉讷默藏在柯本气候分类法中属于温带海洋性气候（Cfb）。
拉讷默藏境内设有气象站，以下为该气象站的数据（其中日照数据取自康皮斯特鲁气象站）：
| 拉讷默藏1981年－2019年 | 拉讷默藏1981年－2019年 | 拉讷默藏1981年－2019年 | 拉讷默藏1981年－2019年 | 拉讷默藏1981年－2019年 | 拉讷默藏1981年－2019年 | 拉讷默藏1981年－2019年 | 拉讷默藏1981年－2019年 | 拉讷默藏1981年－2019年 | 拉讷默藏1981年－2019年 | 拉讷默藏1981年－2019年 | 拉讷默藏1981年－2019年 | 拉讷默藏1981年－2019年 | 拉讷默藏1981年－2019年 |
| 月份                   | 1月                    | 2月                    | 3月                    | 4月                    | 5月                    | 6月                    | 7月                    | 8月                    | 9月                    | 10月                   | 11月                   | 12月                   | 全年                   |
| ---------------------- | ---------------------- | ---------------------- | ---------------------- | ---------------------- | ---------------------- | ---------------------- | ---------------------- | ---------------------- | ---------------------- | ---------------------- | ---------------------- | ---------------------- | ---------------------- |
| 历史最高温 °C（°F）    | 21.4 (70.5)            | 23.6 (74.5)            | 25.6 (78.1)            | 28 (82)                | 30.9 (87.6)            | 34.9 (94.8)            | 37.1 (98.8)            | 37.2 (99.0)            | 33 (91)                | 30.1 (86.2)            | 25.8 (78.4)            | 24.1 (75.4)            | 37.2 (99.0)            |
| 平均高温 °C（°F）      | 9.1 (48.4)             | 10 (50)                | 12.7 (54.9)            | 14.4 (57.9)            | 17.9 (64.2)            | 21.3 (70.3)            | 23.7 (74.7)            | 23.7 (74.7)            | 21.1 (70.0)            | 17.3 (63.1)            | 12.3 (54.1)            | 9.9 (49.8)             | 16.1 (61.0)            |
| 日均气温 °C（°F）      | 4.9 (40.8)             | 5.6 (42.1)             | 7.9 (46.2)             | 9.6 (49.3)             | 13.2 (55.8)            | 16.6 (61.9)            | 18.8 (65.8)            | 18.8 (65.8)            | 16.2 (61.2)            | 12.7 (54.9)            | 8 (46)                 | 5.6 (42.1)             | 11.5 (52.7)            |
| 平均低温 °C（°F）      | 0.6 (33.1)             | 1.2 (34.2)             | 3.1 (37.6)             | 4.8 (40.6)             | 8.5 (47.3)             | 11.8 (53.2)            | 13.8 (56.8)            | 14 (57)                | 11.2 (52.2)            | 8.1 (46.6)             | 3.7 (38.7)             | 1.4 (34.5)             | 6.9 (44.4)             |
| 历史最低温 °C（°F）    | −17 (1)                | −14.1 (6.6)            | −10.7 (12.7)           | −3.9 (25.0)            | −1.1 (30.0)            | 2.1 (35.8)             | 6.4 (43.5)             | 5.7 (42.3)             | 2 (36)                 | −2.8 (27.0)            | −10 (14)               | −11.3 (11.7)           | −17 (1)                |
| 平均降水量 mm（）      | 106.9 (4.21)           | 82 (3.2)               | 98.9 (3.89)            | 120 (4.7)              | 124.2 (4.89)           | 86 (3.4)               | 70.5 (2.78)            | 75.4 (2.97)            | 79.9 (3.15)            | 92.6 (3.65)            | 113 (4.4)              | 109.9 (4.33)           | 1,159.3 (45.64)        |
| 月均日照時數           | 113.2                  | 136.1                  | 168.6                  | 169.7                  | 186.2                  | 215.6                  | 215.8                  | 202.2                  | 189.9                  | 156.7                  | 119.3                  | 115.3                  | 1,988.6                |
| 来源：infoclimat.fr    |                        |                        |                        |                        |                        |                        |                        |                        |                        |                        |                        |                        |                        |

## 行政区划
拉讷默藏的市镇编号为65258，邮政编号为65300。
在行政管理方面，拉讷默藏隶属于法国奥克西塔尼大区上比利牛斯省巴涅尔德比戈尔区；在地方选举方面，拉讷默藏是拉讷默藏县的中央投票站所在地，其市镇范围全境被划入上比利牛斯省第一选区；在社会管理方面，拉讷默藏是拉讷默藏高原市镇公共社区的办公驻地。
截至2024年9月，拉讷默藏市镇范围内暂无任何城市敏感街区及城市政策优先街区。
法国国家统计与经济研究所（简称“INSEE”）在进行数据统计时，将拉讷默藏及相邻的另外3个市镇设为拉讷默藏城市核心区（Unité urbaine de Lannemezan），并将包括核心区在内的周边共12个市镇划为拉讷默藏城市区。自2020年起，拉讷默藏城市区被包含65个市镇的拉讷默藏城市辐射区代替。 此外，INSEE还将拉讷默藏市镇分为了3个“块区”（IRIS），以便于统计人口分布情况。

## 交通

### 公路
A64高速公路经过拉讷默藏市区南部并设有出入口，另有上比利牛斯省省道D17线、D79线、D817线、D929线和D939线在拉讷默藏境内交汇。奥克西塔尼大区公共交通网（商业名称为“Lio”）下属的城际客运963线和967线经停拉讷默藏，可通往圣拉里-苏朗、塔布、卡普韦恩等地。
2021年，70.6%的拉讷默藏家庭拥有至少一辆私人汽车。2022年，拉讷默藏境内共发生各类交通事故8起，造成11人受伤，其中3人重伤。
| 16 | 4 |

| 15 | 4.5 |

| 塔布 | 36 |

| 卡普韦恩 | 6.5 |

| 阿罗 | 27 |

| 内斯特河畔巴尔特 | 6.5 |

| 圣戈当 | 31 |

| 卡斯泰尔诺 | 24 |

### 铁路

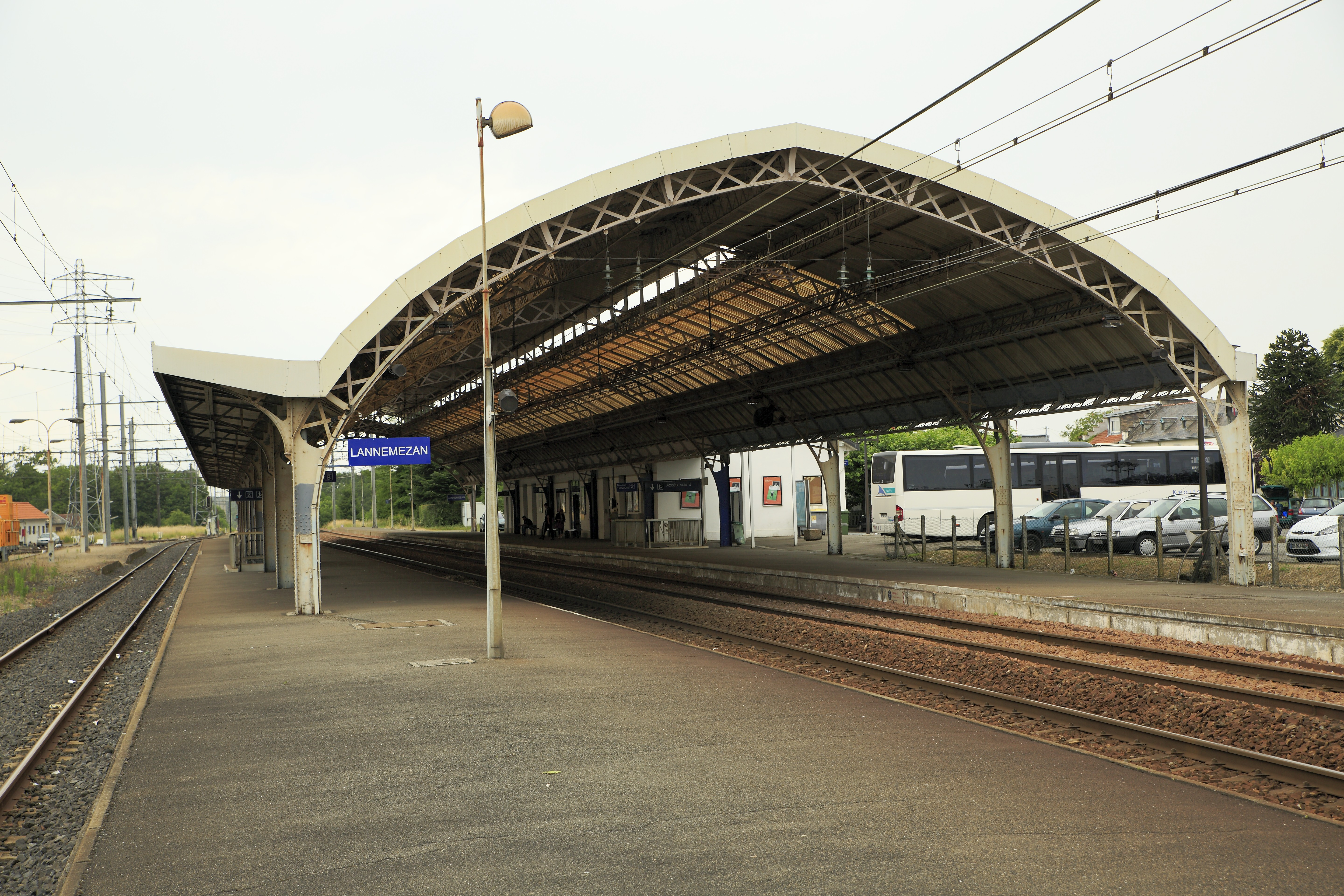
拉讷默藏火车站

拉讷默藏位于图卢兹—巴约讷铁路上。拉讷默藏站位于市区南部，停靠往返于图卢兹和波城一线的区域列车。

### 航空
拉讷默藏距离塔布-卢尔德机场的公路里程大约44公里。

### 城市公共交通
截至2024年9月，拉讷默藏暂无城市公共交通系统。

## 政治

### 市政内阁

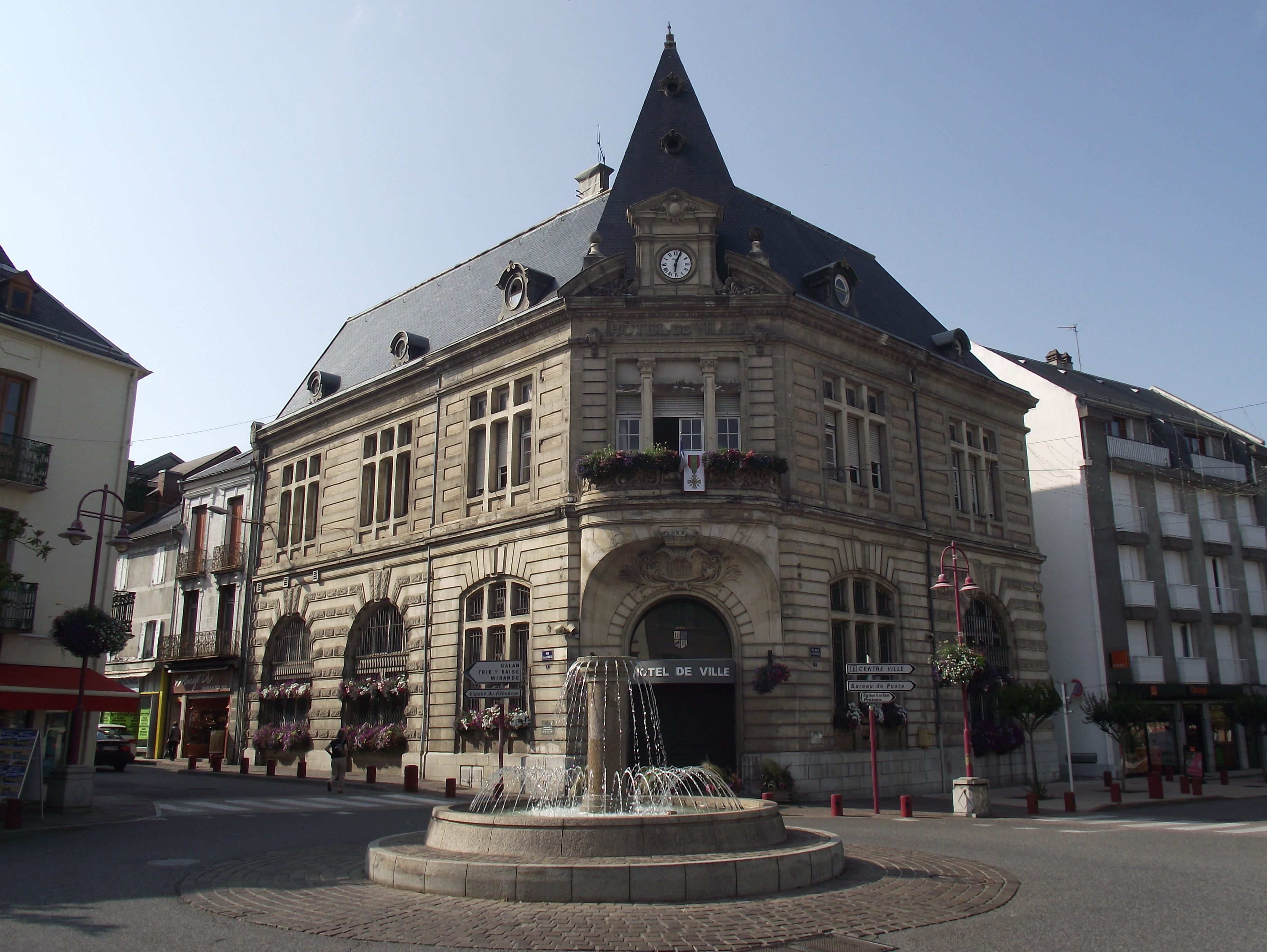
拉讷默藏市政厅

拉讷默藏的现任市长为贝尔纳·普拉诺先生（Bernard PLANO），他是一名左翼无党派人士，在2020年的市政选举中获得了60.87%的支持率。
| 拉讷默藏历届市长 | 拉讷默藏历届市长               | 拉讷默藏历届市长                 |
| 任期             | 市长                           | 党派                             |
| ---------------- | ------------------------------ | -------------------------------- |
| 1944年－1966年   | Paul BARATGIN 保罗·巴拉然      | RAD激进党                        |
| 1966年－1977年   | François SARRAT 弗朗索瓦·萨拉  | RAD激进党                        |
| 1977年－2001年   | Pierre BLEULER 皮埃尔·布勒莱尔 | UDF法国民主联盟 →CDS社会民主中心 |
| 2001年－         | Bernard PLANO 贝尔纳·普拉诺    | PS社会党 →DVG左翼无党派人士      |

### 各级选举
| 拉讷默藏历届投票选举结果 | 拉讷默藏历届投票选举结果 | 拉讷默藏历届投票选举结果 | 拉讷默藏历届投票选举结果  | 拉讷默藏历届投票选举结果    | 拉讷默藏历届投票选举结果 | 拉讷默藏历届投票选举结果  | 拉讷默藏历届投票选举结果    | 拉讷默藏历届投票选举结果 | 拉讷默藏历届投票选举结果 |
| 选举项目                 | 选举范围                 | 选区单位                 | 选区单位内的选举结果      | 选区单位内的选举结果        | 选区单位内的选举结果     | 选区单位内的选举结果      | 选区单位内的选举结果        | 选区单位内的选举结果     | 参考资料                 |
| 选举项目                 | 选举范围                 | 选区单位                 | 第一轮胜出者              | 第一轮胜出者                | 支持率                   | 第二轮胜出者              | 第二轮胜出者                | 支持率                   | 参考资料                 |
| ------------------------ | ------------------------ | ------------------------ | ------------------------- | --------------------------- | ------------------------ | ------------------------- | --------------------------- | ------------------------ | ------------------------ |
| 2017年法國總統選舉       | 法國                     | 市镇                     |                           | 埃马纽埃尔·马克龙           | 23.3%                    |                           | 埃马纽埃尔·马克龙           | 65.71%                   | [ 24 ]                   |
| 2017年法国立法选举       | 上比利牛斯省第一选区     | 市镇                     |                           | 让-贝尔纳·桑帕图斯          | 40.26%                   |                           | 让-贝尔纳·桑帕图斯          | 57.61%                   | [ 24 ]                   |
| 2019年欧洲议会选举       | 法國                     | 市镇                     |                           | 若尔丹·巴尔代拉             | 26.36%                   | （不适用）                | （不适用）                  | （不适用）               | [ 26 ]                   |
| 2021年法国省级选举       |                          | 县                       |                           | 洛朗·拉热 帕斯卡尔·佩拉尔迪 | 51.73%                   |                           | 洛朗·拉热 帕斯卡尔·佩拉尔迪 | 58.41%                   | [ 27 ] [ 28 ]            |
| 2021年法国省级选举       | 市镇                     |                          | 贝尔纳·普拉诺 瓦莱丽·波米 | 57.34%                      |                          | 贝尔纳·普拉诺 瓦莱丽·波米 | 58.82%                      |                          | [ 27 ] [ 28 ]            |
| 2021年法国大区选举       | 奧克西塔尼大區           | 市镇                     |                           | 卡萝尔·德尔加               | 50.45%                   |                           | 卡萝尔·德尔加               | 65.05%                   | [ 29 ]                   |
| 2022年法国总统选举       | 法國                     | 市镇                     |                           | 玛丽娜·勒庞                 | 25.21%                   |                           | 埃马纽埃尔·马克龙           | 51.22%                   | [ 24 ]                   |
| 2022年法国立法选举       | 上比利牛斯省第一选区     | 市镇                     |                           | 让-贝尔纳·桑帕图斯          | 23.15%                   |                           | 让-贝尔纳·桑帕图斯          | 52.89%                   | [ 24 ]                   |
| 2024年欧洲议会选举       | 法國                     | 市镇                     |                           | 若尔丹·巴尔代拉             | 36.36%                   | （不适用）                | （不适用）                  | （不适用）               | [ 24 ]                   |
| 2024年法国立法选举       | 上比利牛斯省第一选区     | 市镇                     |                           | 玛丽-克里斯蒂娜·索兰        | 38.95%                   |                           | 玛丽-克里斯蒂娜·索兰        | 52.45%                   | [ 24 ]                   |

## 人口
2021年，拉讷默藏市镇人口数量为5,810，在法国排名第1,913位。其中男性2,848人，女性2,962人，75岁及以上人口占12.9%，外籍人口数量为410人，人口密度为305人/平方公里，当地居民被称为（男性）或（女性）。2022年，拉讷默藏境内出生32人，死亡人口110人。
| 拉讷默藏1901年－2021年人口变化情况 |
|                                    |
| 数据来源：Cassini、INSEE           |

## 经济
拉讷默藏是一个区域性的中心城市。截至2024年9月，拉讷默藏市镇范围内共有各类用人单位（包含自雇）966家，平均历史为17年，其中98.87%为中小型企业（PME），2024年7月至9月间，当地的经济活力指数为0。（电力）、（危险垃圾处理）及（金属材料）是当地2022年已公布营业额最高的三个企业，分别为12,481,474欧元、11,292,945欧元和11,033,398欧元。

## 财政与居民收入
2022年，拉讷默藏的财政收入总额为11,093,500欧元，财政支出总额为10,700,500欧元，当年的债务总额为10,469,000欧元。2022年，拉讷默藏市镇通过增值税获得218,190欧元的收入，此外当地还共获得了267,000欧元的国家直接财政补助。
| 拉讷默藏居民收入情况                             | 拉讷默藏居民收入情况 | 拉讷默藏居民收入情况  | 拉讷默藏居民收入情况 |
| 内容                                             | 拉讷默藏             | 法国                  | 统计年份             |
| ------------------------------------------------ | -------------------- | --------------------- | -------------------- |
| 征税家庭总数                                     | 2,716                | 1,081（法国市镇平均） | 2022年               |
| 居民平均月收入                                   | 1,943欧元            | 2,435欧元             | 2022年               |
| 高级职员人均月收入                               | 2,986欧元            | 4,331欧元             | 2021年               |
| 中级职员人均月收入                               | 2,243欧元            | 2,470欧元             | 2021年               |
| 普通职员人均月收入                               | 1,616欧元            | 1,801欧元             | 2021年               |
| 贫困率                                           | 18%                  | 14.5%                 | 2020年               |
| 青壮年（15至64岁）失业率                         | 12.8%                | 7.4%                  | 2020年               |
| 征税家庭数量占比                                 | 34.5%                | 45.5%                 | 2020年               |
| 家庭年均纳税                                     | 1,710欧元            | 4,393欧元             | 2022年               |
| 资料来源：INSEE、L'Internaute、Le Journal du Net |                      |                       |                      |

## 社会事务

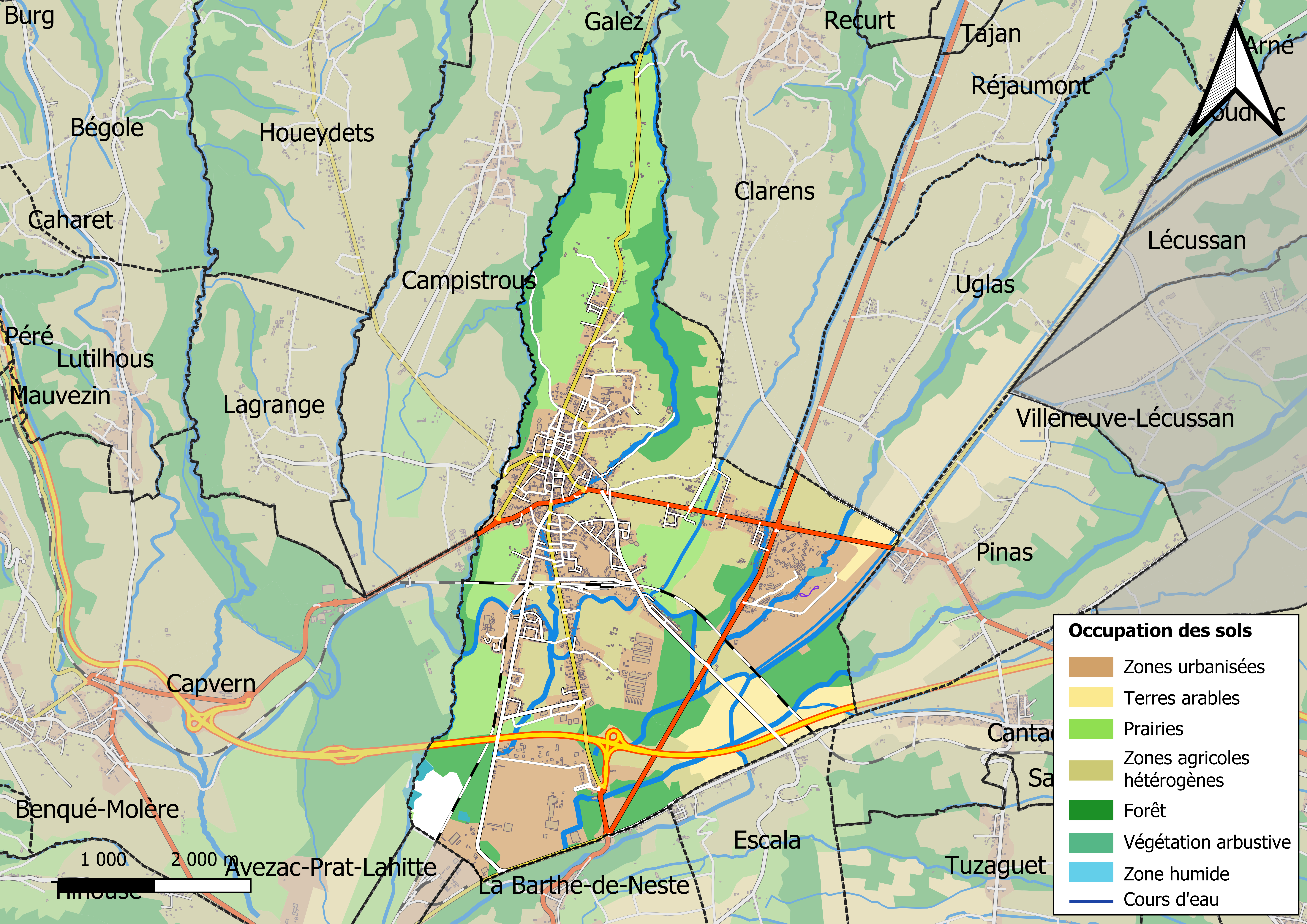
拉讷默藏土地利用情况地图

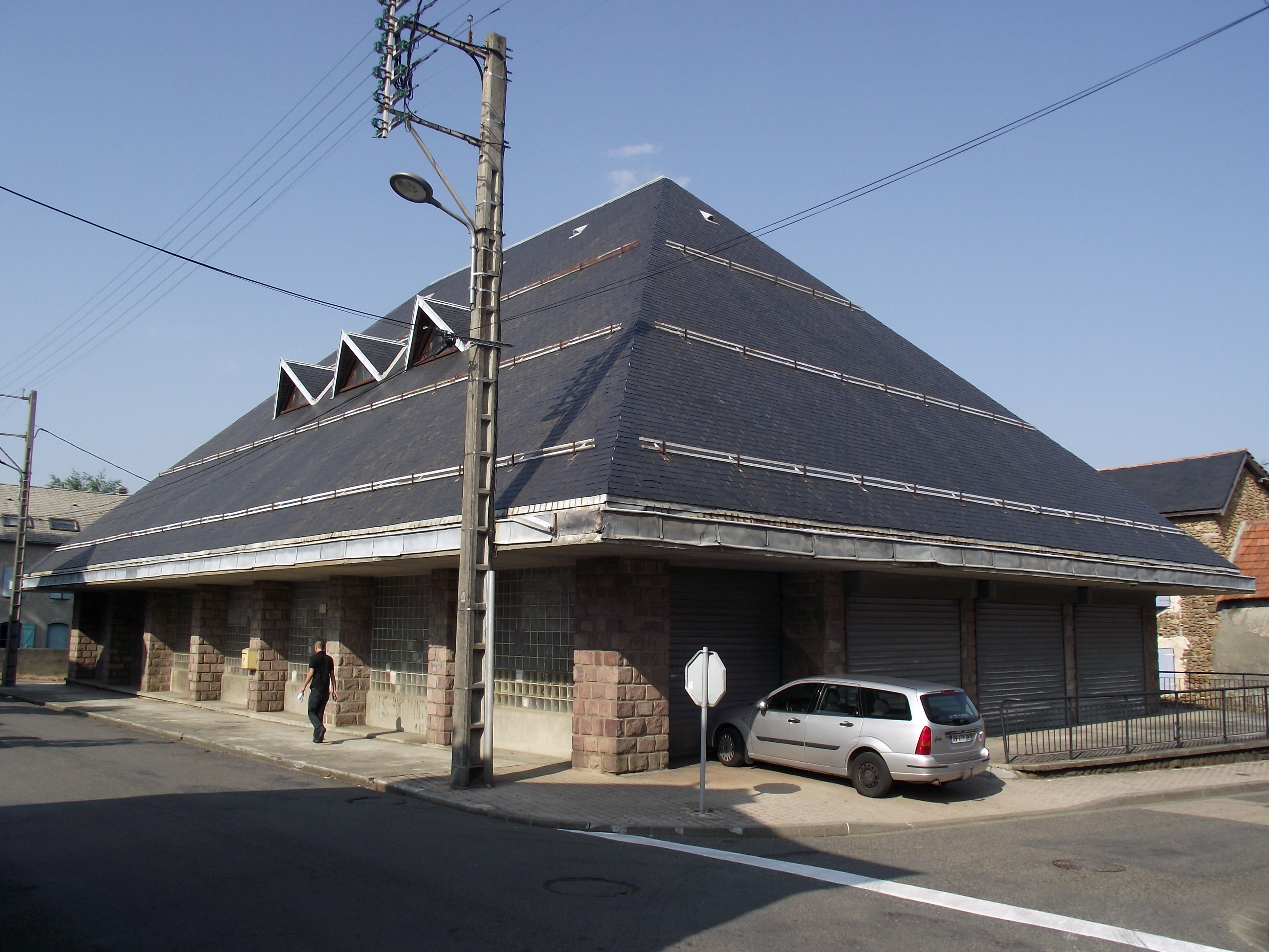
蔬菜集市大堂

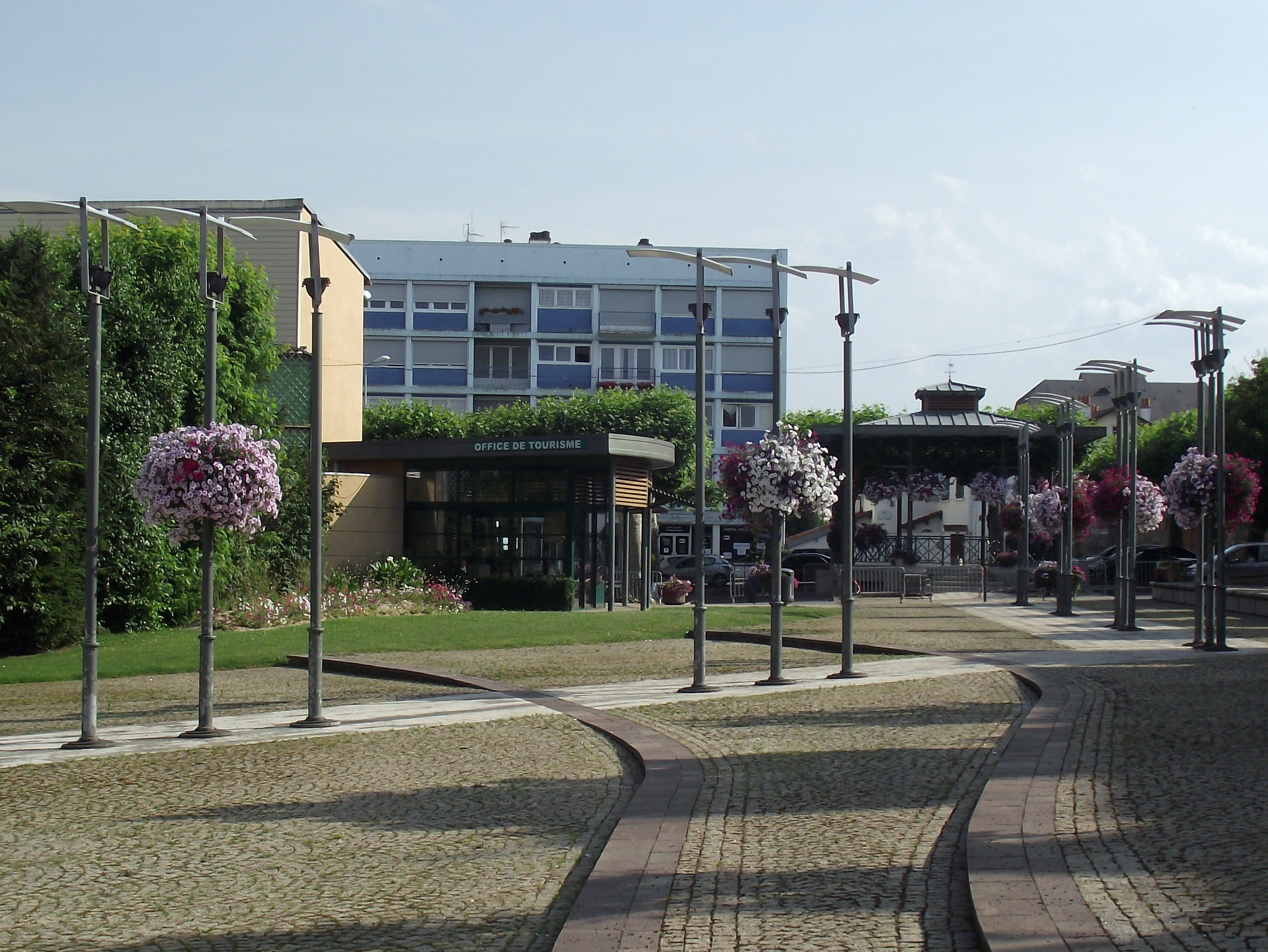
人权广场

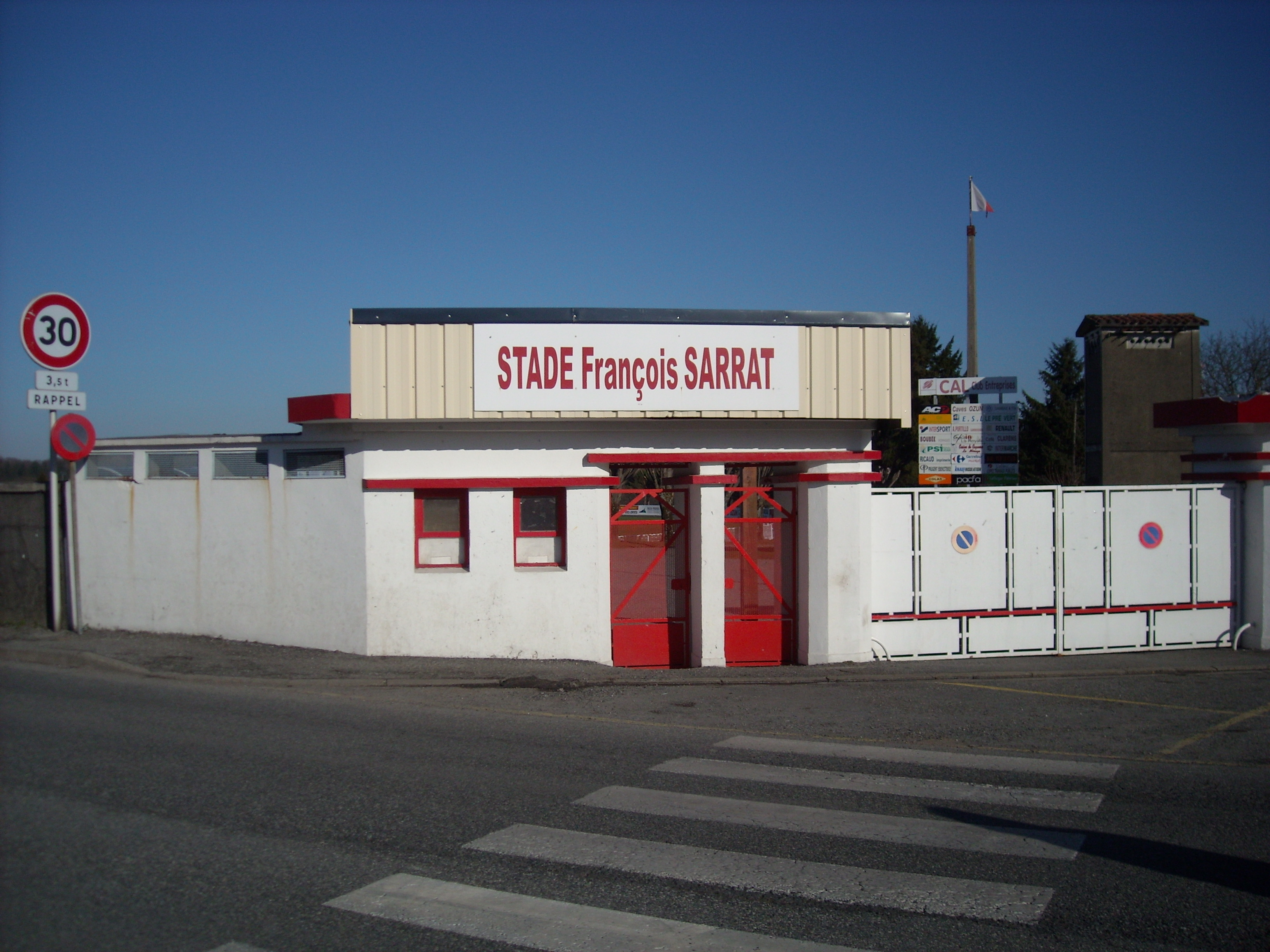
弗朗索瓦·萨拉球场

### 教育
拉讷默藏属于图卢兹学区。截至2023年1月1日，拉讷默藏境内共有4所小学、1所初级中学和1所普通高中。2022至2023学年度，拉讷默藏境内共有在校中等教育阶段学生947名。
在高等教育方面，拉讷默藏境内有一所卫生学校。

### 医疗
截至2023年1月1日，拉讷默藏境内共有全科医生7名、保健师14名、牙医5名、护士21名、耳科医生1名和眼科医生1名。境内共有药房3家、养老院2家、残疾人帮扶中心5家。
拉讷默藏医院（Hôpitaux de Lannemezan）是法国的一个区域性医疗机构为中心医院，其主病区医院位于拉讷默藏市区东部，该院设有床位799个。

### 住房
2021年，拉讷默藏境内共有各类住房3,447套，其中55.3%为独立式住宅，44.6%为集中式住宅。常住房屋占拉讷默藏市镇范围内居民建筑总量的84.0%。
在住房保障政策方面，2023年，拉讷默藏境内共有1,495户家庭获得了家庭津贴补助，受益人数占总人口数量的25.7%，其中760份为房租补助。

### 商业
2021年，拉讷默藏境内共有各类实体商铺209家，其中餐厅27家、大型超市5家、杂货店2家、面包房10家、肉铺1家、书店2家、装饰品店2家、银行门店7家、美容美发店22家、汽车维修店20家。拉讷默藏镇中心建有一家家乐福Market和Lidl便民超市，市区南部则建有Cités商业中心，有家乐福、Intersport、Gifi、Gamm Vert等商场。

### 体育
2023年，拉讷默藏境内共有1家游泳池、3间体育馆、1处网球场、1处马术场、2处足球或橄榄球场、1处篮球或排球场以及1处高尔夫球场。
截至2024年9月，拉讷默藏境内共有家注册足球俱乐部。拉讷默藏高原足球俱乐部（Football Club Plateau Lannemezan，编号553755）是当地的代表性足球队，其主队2024至2025赛季参加上比利牛斯省足球联赛甲组（法国第九级别），其主场为莱布尔图莱球场（Stade Les Bourtoulets）。
拉讷默藏亦因橄榄球而闻名，拉讷默藏友谊会，编号553755）是当地的代表性橄榄球队，其主队2024至2025赛季参加法国全国橄榄球联赛乙组（法国第四级别），其主场为弗朗索瓦·萨拉球场。

### 环境
拉讷默藏的环境事务由其所属的拉讷默藏高原市镇公共社区联合各级政府协调负责。2021年，拉讷默藏境内共有5家污染企业。

### 治安
2021年，拉讷默藏市镇范围内有1处宪兵队。
拉讷默藏及其附近的共157个市镇是巴涅尔德比戈尔国家宪兵队（zone gendarmerie de Bagnères-de-Bigorre）的管辖范围。2020年，该宪兵队累计记录各类案件1,564起，其中盗窃类案件779起，经济类案件257起，毒品交易类案件83起。

## 文化

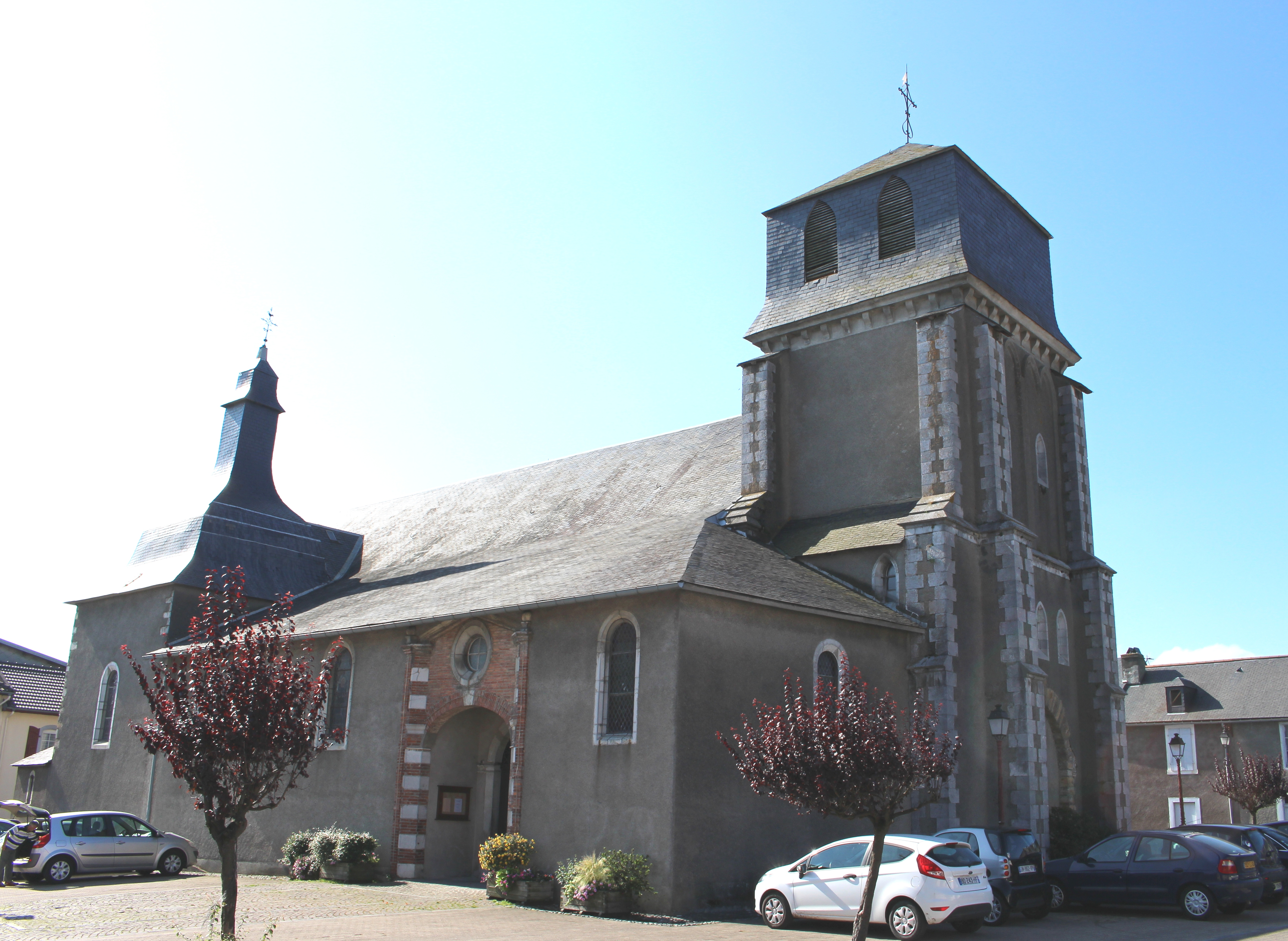
施洗约翰教堂

2021年，拉讷默藏境内共有1家电影院。拉讷默藏境内建有多媒体中心（Médiathèque），每周三、五、六向公众开放。

### 建筑
拉讷默藏境内有多处历史建筑，其中施洗约翰教堂为法国国家文物保护单位，也是当地的地标性建筑物。

### 旅游
拉讷默藏的旅游事务由其所属的拉讷默藏高原市镇公共社区联合各级政府协调负责。2024年，拉讷默藏境内共有1家酒店共计26间房间。

### 媒体
法国主要的媒体均可在拉讷默藏接收，法国电视三台下属的奥克西塔尼大区频道在部分时段播出拉讷默藏所在上比利牛斯省的地方新闻。《南部追寻》、《比利牛斯新共和国报》、蓝色法兰西贝阿恩-比戈尔广播等是当地主要的地方性媒体。

## 相关人物
法国橄榄球运动员安托万·杜邦出生于拉讷默藏。

## 友好城市
截至2024年9月，拉讷默藏共与一座城市建立了友好城市关系：
- 葡萄牙 通德拉